# Rotylenchus buxophilus
Rotylenchus buxophilus är en rundmaskart. Rotylenchus buxophilus ingår i släktet Rotylenchus och familjen Hoplolaimidae. Inga underarter finns listade i Catalogue of Life.